# Euphorbia sarcostemmoides
Euphorbia sarcostemmoides là một loài thực vật có hoa trong họ Đại kích. Loài này được J.H.Willis mô tả khoa học đầu tiên năm 1975.